# Copa Mohamed V 1966
La Copa Mohamed V 1966 fue la quinta edición del Trofeo Mohamed V. La competición de clubes se disputó en Casablanca, Marruecos. La disputaron 3 clubes invitados de la UEFA y de la Conmebol, y el Wydad, campeón de la liga marroquí. La copa fue ganada por el Real Madrid, tras empatar en la final con Boca Juniors, por diferencia de goles.

## Equipos participantes
En cursiva los debutantes.
| Confederación | País                    | Equipo          | Vía de clasificación                                           |
| ------------- | ----------------------- | --------------- | -------------------------------------------------------------- |
| CAF           | Marruecos (Organizador) | Wydad FAR Rabat | Campeón de la Campeonato Nacional de Fútbol (1965/66) Invitado |
| Conmebol      | Argentina               | Boca Juniors    | Invitado                                                       |
| UEFA          | España                  | Real Madrid     | Invitado                                                       |

## Desarrollo
|  | Semifinales  | Semifinales  |   |              | Final               | Final |  |
|  |              |              |   |              |                     |       |  |
|  |              |              |   |              |                     |       |  |
|  | 27 de agosto |              |   |              |                     |       |  |
|  | Wydad        | 0            |   |              |                     |       |  |
|  | Real Madrid  | 2            |   |              |                     |       |  |
|  |              |              |   |              |                     |       |  |
|  |              |              |   |              | 28 de agosto        |       |  |
|  |              |              |   |              | Real Madrid (g. a.) | 1     |  |
|  |              | Boca Juniors | 1 |              |                     |       |  |
|  |              |              |   |              |                     |       |  |
|  |              |              |   |              |                     |       |  |
|  |              |              |   |              | Tercer lugar        |       |  |
|  | 27 de agosto | 27 de agosto |   | 28 de agosto | 28 de agosto        |       |  |
|  | FAR Rabat    | 0            |   | Wydad        | 2                   |       |  |
|  | Boca Juniors | 1            |   |              | FAR Rabat           | 5     |  |

### Semifinales
| 27 de agosto de 1966 | FAR Rabat | 0:1 (0:1) | Boca Juniors   | Mohammed V, Casablanca |  |
|                      |           |           | - González 27' |                        |  |

| 27 de agosto de 1966 | Wydad | 0:2 (0:0) | Real Madrid       | Mohammed V, Casablanca |  |
|                      |       |           | - Amancio 71' 79' |                        |  |

### Tercer puesto
| 28 de agosto de 1966 | FAR Rabat | 5:2 | Wydad | Mohammed V, Casablanca |  |

### Final
| 28 de agosto de 1966                                                              | Real Madrid   | 1:1 (1:0) | Boca Juniors   | Mohammed V, Casablanca |  |
|                                                                                   | - Sánchez 23' |           | - González 75' |                        |  |
| Segunda final entre mismos equipos. Única final definida por diferencia de goles. |               |           |                |                        |  |

| Bandera de España             |
| Campeón Real Madrid 1° título |

## Goleadores
Nota: Se desconocen los autores de algunos de los goles.
| Jugador  | Equipo       | Goles |
| -------- | ------------ | ----- |
| González | Boca Juniors | 2     |
| Amancio  | Real Madrid  | 2     |
| Sánchez  | Real Madrid  | 1     |

## Estadísticas
| Pos. | Equipo       | Pts | PJ | PG | PE | PP | GF | GC | Dif. | Rend. |
| ---- | ------------ | --- | -- | -- | -- | -- | -- | -- | ---- | ----- |
| 1    | Real Madrid  | 3   | 2  | 1  | 1  | 0  | 3  | 1  | 2    | 75%   |
| 2    | Boca Juniors | 3   | 2  | 1  | 1  | 0  | 2  | 1  | 1    | 75%   |
| 3    | FAR Rabat    | 2   | 2  | 1  | 0  | 1  | 5  | 3  | 2    | 50%   |
| 4    | Wydad        | 0   | 2  | 0  | 0  | 2  | 2  | 7  | -5   | 0%    |